# Mouydir-Gebirge
Das Mouydir-Gebirge (auch:  Tassili Immidir) ist ein nördlich der Teffedest-Berge liegendes Massiv in Algerien. 
Die Berge weisen Höhen von bis zu 400 m auf. Sie befinden sich etwa 400 km nördlich der Provinzhauptstadt Tamanrasset und kennen bestenfalls gelegentlichen Besuch. Die hier vorherrschende Saharalandschaft ist geprägt von zahlreichen Schluchten mit wasserführenden Oueds, Seen mit üppiger Pflanzenvielheit sowie engstehenden Felstürmen und -nadeln in bizarren Formationsstrukturen. Östlich der Berglandschaft liegt die Arak-Schlucht.